# Кутлуєво
Кутлу́єво (рос. Кутлуево) — село у складі Асекеєвського району Оренбурзької області, Росія.

## Населення
Населення — 526 осіб (2010; 649 у 2002).
Національний склад (станом на 2002 рік):
- татари — 98 %